# Merodon haemorrhoidalis
Merodon haemorrhoidalis är en tvåvingeart som beskrevs av Sack 1913. Merodon haemorrhoidalis ingår i släktet narcissblomflugor, och familjen blomflugor. Inga underarter finns listade i Catalogue of Life.